# Optique physique
Pour les articles homonymes, voir Optique (homonymie).
 (février 2025).
Si vous disposez d'ouvrages ou d'articles de référence ou si vous connaissez des sites web de qualité traitant du thème abordé ici, merci de compléter l'article en donnant les références utiles à sa vérifiabilité et en les liant à la section « Notes et références ».
L'optique physique ou optique ondulatoire est la discipline qui étudie la lumière en la considérant comme étant une onde électromagnétique. L'optique ondulatoire s'attache plus particulièrement aux phénomènes affectant les ondes, comme les interférences et la diffraction.

## Principe
La lumière pour aller d'un point à un autre se propage avec une vitesse déterminée. La lumière en un point donné sera l'addition cohérente ou incohérente du champ électromagnétique en ce point à l'instant t.
Ce champ est ondulatoire ; cela signifie que la lumière est une onde se propageant avec une certaine vitesse.
Ces propriétés entraînent de nombreux effets différents de l'optique géométrique. Par exemple, on assiste à des phénomènes d'interférence et de diffraction. Ces phénomènes ne se produisent que lorsque les sources sont cohérentes entre elles : la façon la plus simple d'y parvenir est d'utiliser une seule source, de la séparer en deux faisceaux, et de les ramener au même endroit.

### Exemple
Considérons une onde plane monochromatique arrivant sur N fentes parallèles. Si on néglige les phénomènes de diffraction, l'amplitude totale est donnée par la relation : 
{\displaystyle {\frac {A\cdot \sin(N\cdot \phi )}{\sin(\phi )}}}

L'intensité est égale au carré de l'amplitude : 
{\displaystyle \left({\frac {A\cdot \sin(N\cdot \phi )}{\sin(\phi )}}\right)^{2}}
On a, pour 7 fentes, la courbe :

Allure de l'amplitude du signal issu de la diffraction d'une onde plane monochromatique par 7 fentes de Young.

C'est ainsi que la superposition d'ondes donne des franges sombres (là où l'interférence est destructive) et des franges plus intenses que la simple somme des N sources (là où l'interférence est constructive).
Démonstration
La formule de la somme d'une suite géométrique {\displaystyle \textstyle \sum _{k=0}^{n-1}r^{k}={\frac {r^{n}-1}{r-1}}} nous permet de faire la somme des signaux cohérents issus des N fentes ayant tous A comme amplitude et déphasés chacun par rapport au suivant de {\displaystyle e^{j\cdot \phi }} :
{\displaystyle \sum _{k=0}^{N-1}A\cdot e^{j\cdot k\cdot \phi }=A{\frac {e^{j\cdot N\cdot \phi }-1}{e^{j\cdot \phi }-1}}}
En utilisant la relation de Bragg pour exprimer le déphasage dans la direction θ : {\displaystyle \phi ={\frac {\pi d}{\lambda }}\sin \theta }, on obtient :
{\displaystyle I(\theta )=I_{0}\left({\frac {\sin \left({\frac {N\pi d}{\lambda }}\sin \theta \right)}{\sin \left({\frac {\pi d}{\lambda }}\sin \theta \right)}}\right)^{2}}
où N est le nombre de fentes, d est la largeur des fentes, λ est la longueur d'onde de l'onde, et θ est la direction de la lumière après passage dans les fentes.

## Un cas particulier: les fentes de Young
Le cas N=2 correspond à deux fentes parallèles. On a alors la courbe suivante:

Allure de l'amplitude du signal issu de la diffraction d'une onde plane monochromatique par 2 fentes de Young.

C'est en fait une sinusoïde. Si on ne considérait pas la lumière comme ondulatoire, on obtiendrait seulement des fentes élargies.

## Approximation de l'optique physique
À haute fréquence, l'optique physique fait une approximation qui ignore les effets ondulatoires. Elle est couramment utilisée en optique, en physique appliquée ou en ingénierie électrique. Cette approximation consiste à utiliser les rayons de l'optique géométrique pour estimer les champs sur une surface puis intégrer ces champs sur toute la surface éclairée pour déterminer les champs transmis et réfléchis. 
Dans les domaines optiques et radio-fréquences, cette approximation est utilisée pour calculer les effets d'interférences, de polarisation et estimer les effets de diffraction. Comme toutes les approximations hautes fréquences, l'approximation de l'optique physique gagne en pertinence à mesure que l'on travaille avec de hautes fréquences. 
À cause de l'hypothèse effectuée sur la densité de courant électrique à la surface d'un objet, cette approximation est d'autant plus correcte lorsque les objets étudiés sont grands devant la longueur d'onde et avec des surfaces lisses. Pour la même raison, cette densité de courant approchée est inexacte à proximité des discontinuités comme des arêtes ou les frontières entre la zone éclairée et les zones d'ombres. De plus, cette approximation ne rend pas compte des ondes rampantes.

### Hypothèse de l'optique physique
La méthode consiste généralement à approcher la densité surfacique de courant électrique {\displaystyle {\vec {J}}} à la surface d'un objet par la densité de courant {\displaystyle {\vec {J}}_{OP}} induite par le champ magnétique incident {\displaystyle {\vec {H}}_{i}}, comme c'est le cas sur un plan métallique infini. C'est pour cela que l'approximation de l'optique physique est parfois appelée « hypothèse du plan tangent ». 
La densité de courant électrique au point Q de la surface éclairée est alors calculée par la relation :
{\displaystyle {\vec {J}}_{OP}(Q)=2{\hat {n}}(Q)\times {\vec {H}}_{i}(Q)}
où {\displaystyle {\hat {n}}(Q)} correspond au vecteur normal unitaire extérieur à la surface éclairée. Dans les zones d'ombre (surface non éclairée selon l'hypothèse de l'optique géométrique), la densité de courant considérée comme nulle. Les champs rayonnés par la surface sont ensuite calculée en intégrant la densité de courant électrique sur la surface éclairée avec des expressions intégrales des équations de Maxwell, par exemple les équations intégrales de Stratton-Chu, de Kottler ou de Franz.